# Deon Richmond
Deon Richmond (ur. 2 czerwca 1978 w Nowym Jorku) – amerykański aktor.
Znany z roli Kenny'ego (dla bliskich Buda), przyjaciela Rudy Huxtable, w sitcomie stacji NBC The Cosby Show, za którą zdobył Nagrodę Młodych Artystów. Po roli w serialu pojawił się w takich filmach jak Krzyk 3 (Scream 3) Wesa Cravena z 2000, To nie jest kolejna komedia dla kretynów (Not Another Teen Movie) Joela Gallena z 2001, Trippin Davida Raynra z 1999 oraz Topór Adama Greena z 2006.